# Tour d'Italie féminin 2002
La 13e édition du Tour d'Italie féminin (Giro d'Italia Femminile en italien) a lieu du 5 au 14 juillet 2002.
Après un prologue remporté par Chantal Beltman mais ne comptant par pour le classement général, Jolanta Polikevičiūtė remporte la première étape en solitaire et prend le maillot rose. Zinaida Stahurskaia gagne la deuxième étape après être sortie avant l'ascension finale. Svetlana Boubnenkova s'impose seule le lendemain et s'empare définitivement de la tête du classement général. Une échappée de huit se dispute la victoire de la quatrième étape et Bertine Spijkerman se montre la plus rapide. Sur l'étape suivante, ce sont cinq coureuses qui sortent. Regina Schleicher est victorieuse. Svetlana Boubnenkova remporte le contre-la-montre. Olga Slyusareva est la plus véloce de la septième étape. Dans la difficile huitième étape, Stahurskaia et Boubnenkova s'isolent en tête, la première s'impose. Fátima Blázquez remporte la dernière étape échappée. Au classement général, Svetlana Boubnenkova devance Zinaida Stahurskaia et Diana Žiliūtė. Stahurskaia gagne également le classement par points et de la montagne. Sara Carrigan est la meilleure jeune.

## Présentation

### Parcours
Le parcours est plus court que les années précédentes avec seulement dix jours de course et un seul contre-la-montre. Il se déroule intégralement en Italie du nord avec une première partie autour de Pise puis une seconde partie autour de Milan.

### Équipes
| Équipes féminines professionnelles (11)- Acca Due O-Pasta Zara-Lorena Camicie - Aliverti-Kookai-Immobilione Luca - Figurella Dream Team - Itera Team - Power Plate-Bik - Pragma Deia Colnago - Raschiani-Alfa Lum R.S.M. - SC Michela Fanini Record Rox - Team 2002 - USC Chirio Forno d'Asolo - U.C. Monne Équipes nationales (3)- Australie - Chine - Espagne Équipe féminine amateur- Team Fanini-La Torre System Data |
| |

### Favorites
La vainqueur sortante Nicole Brändli, la quadruple vainqueur Fabiana Luperini, Zinaida Stahurskaia et Alessandra Cappellotto sont les principales favorites.

## Polémique Cappellotto
Alessandra Cappellotto manque un contrôle antidopage durant le Tour du Trentin. Elle est donc suspendue quinze jours. En vertu de cette règle, elle ne peut pas prendre le départ du Tour d'Italie. Toutefois sur ce point, le règlement de la fédération italienne est en contradiction avec la réglementation UCI, qui elle, l'autorise à démarré. D'interminables réunions s'ensuivent. Le directeur du Giro, Giuseppe Rivolta décide finalement d'exclure l'équipe Power Plate- Bik de la course. Le représentant de l'UCI, Simon Didier, quitte la course et la déclasse en catégorie nationale. La fédération italienne de cyclisme trouve ad-hoc des commissaires pour maintenir la course.

## Étapes
| Étape     | Date      | Villes étapes                 | type                        | Distance (km) | Vainqueur d'étape     | Leader du classement général |
| --------- | --------- | ----------------------------- | --------------------------- | ------------- | --------------------- | ---------------------------- |
| Prologue  | 5 juill.  | Pontedera – Pontedera         | prologue                    | 2             | Chantal Beltman       | Chantal Beltman              |
| 1re étape | 6 juill.  | Pontedera – Perignano         | étape de moyenne montagne   | 128           | Jolanta Polikevičiūtė | Jolanta Polikevičiūtė        |
| 2e étape  | 7 juill.  | Peccioli – Peccioli           | étape vallonnée             | 112           | Zinaida Stahurskaia   | Jolanta Polikevičiūtė        |
| 3e étape  | 8 juill.  | Lari – Cascina                | étape de plaine             | 105           | Swetlana Bubnenkowa   | Swetlana Bubnenkowa          |
| 4e étape  | 9 juill.  | Correggio – Correggio         | étape de plaine             | 106           | Bertine Spijkerman    | Swetlana Bubnenkowa          |
| 5e étape  | 10 juill. | Lesmo – Triuggio              | étape vallonnée             | 94            | Regina Schleicher     | Swetlana Bubnenkowa          |
| 6e étape  | 11 juill. | Suno – Suno                   | contre-la-montre individuel | 19,5          | Swetlana Bubnenkowa   | Swetlana Bubnenkowa          |
| 7e étape  | 12 juill. | Meda – Meda                   | étape vallonnée             | 122           | Olga Sljussarewa      | Swetlana Bubnenkowa          |
| 8e étape  | 13 juill. | Barzago – Barzago             | étape de moyenne montagne   | 101           | Zinaida Stahurskaia   | Swetlana Bubnenkowa          |
| 9e étape  | 14 juill. | Solbiate Olona – Gorla Minore | étape vallonnée             | 87,7          | Fátima Blázquez       | Swetlana Bubnenkowa          |

## Déroulement de la course

### Prologue
Le prologue ne compte pas pour le classement général. Cela n'est cependant annoncé qu'à la fin du prologue. Il est remporté par Chantal Beltman,.
| \| Classement de l'étape \| Classement de l'étape \| Classement de l'étape \| Classement de l'étape \| Classement de l'étape \| \| Coureur \| Coureur \| Pays \| Équipe \| Temps \| \| --------------------- \| --------------------- \| --------------------- \| ------------------------------------ \| --------------------- \| \| 1re \| Chantal Beltman \| Pays-Bas \| Acca Due O-Pasta Zara-Lorena Camicie \| \| \| 2e \| Olga Sljussarewa \| Russie \| Itera Team \| \| \| 3e \| Sara Carrigan \| Australie \| Australie \| \| |                  |           |                                      |       |
| |                  |           |                                      |       |
| |                  |           |                                      |       |
| Classement de l'étape |                  |           |                                      |       |
| Coureur | Coureur          | Pays      | Équipe                               | Temps |
| 1re | Chantal Beltman  | Pays-Bas  | Acca Due O-Pasta Zara-Lorena Camicie |       |
| 2e | Olga Sljussarewa | Russie    | Itera Team                           |       |
| 3e | Sara Carrigan    | Australie | Australie                            |       |

### 1reétape
Les soixante-quinze premiers kilomètres sont plutôt plats. Une ascension de première catégorie vient ensuite morceler le peloton. Zinaida Stahurskaia passe au sommet en tête quelques mètres avant Edita Pučinskaitė et Nicole Brändli. Elles continuent sur leur lancée, mais un groupe de neuf poursuivantes les reprend. Acca Due O est en surnombre avec trois coureuses à l'avant. Jolanta Polikevičiūtė en profite pour prendre quelques secondes d'avance dans le final et s'imposer. Elle prend la tête du classement général.
| \| Classement de l'étape \| Classement de l'étape \| Classement de l'étape \| Classement de l'étape \| Classement de l'étape \| \| Coureur \| Coureur \| Pays \| Équipe \| Temps \| \| --------------------- \| --------------------- \| --------------------- \| ------------------------------------ \| --------------------- \| \| 1re \| Jolanta Polikevičiūtė \| Lituanie \| Acca Due O-Pasta Zara-Lorena Camicie \| 3 h 24 min 39 s \| \| 2e \| Diana Žiliūtė \| Lituanie \| Acca Due O-Pasta Zara-Lorena Camicie \| + 10 s \| \| 3e \| Zinaida Stahurskaia \| Biélorussie \| USC Chirio Forno d'Asolo \| + 10 s \| \| 4e \| Edita Pučinskaitė \| Lituanie \| Figurella Dream Team \| + 10 s \| \| 5e \| Swetlana Bubnenkowa \| Russie \| Aliverti-Kookai-Immobilione Luca \| + 10 s \| \| 6e \| Natalia Katchalka \| Ukraine \| Pragma-Deia-Colnago \| + 10 s \| \| 7e \| Rosalisa Lapomarda \| Italie \| Raschiani-Alfa Lum R.S.M. \| + 10 s \| \| 8e \| Rhonda Quick \| États-Unis \| Figurella Dream Team \| + 10 s \| \| 9e \| Silvia Parietti \| Italie \| Figurella Dream Team \| + 10 s \| \| 10e \| Nicole Brändli \| Suisse \| Acca Due O-Pasta Zara-Lorena Camicie \| + 10 s \| |                       |             |                                      |                 |
| |                       |             |                                      |                 |
| |                       |             |                                      |                 |
| Classement de l'étape |                       |             |                                      |                 |
| Coureur | Coureur               | Pays        | Équipe                               | Temps           |
| 1re | Jolanta Polikevičiūtė | Lituanie    | Acca Due O-Pasta Zara-Lorena Camicie | 3 h 24 min 39 s |
| 2e | Diana Žiliūtė         | Lituanie    | Acca Due O-Pasta Zara-Lorena Camicie | + 10 s          |
| 3e | Zinaida Stahurskaia   | Biélorussie | USC Chirio Forno d'Asolo             | + 10 s          |
| 4e | Edita Pučinskaitė     | Lituanie    | Figurella Dream Team                 | + 10 s          |
| 5e | Swetlana Bubnenkowa   | Russie      | Aliverti-Kookai-Immobilione Luca     | + 10 s          |
| 6e | Natalia Katchalka     | Ukraine     | Pragma-Deia-Colnago                  | + 10 s          |
| 7e | Rosalisa Lapomarda    | Italie      | Raschiani-Alfa Lum R.S.M.            | + 10 s          |
| 8e | Rhonda Quick          | États-Unis  | Figurella Dream Team                 | + 10 s          |
| 9e | Silvia Parietti       | Italie      | Figurella Dream Team                 | + 10 s          |
| 10e | Nicole Brändli        | Suisse      | Acca Due O-Pasta Zara-Lorena Camicie | + 10 s          |

| \| Classement général \| Classement général \| Classement général \| Classement général \| Classement général \| \| Coureur \| Coureur \| Pays \| Équipe \| Temps \| \| ------------------ \| --------------------- \| ------------------ \| ------------------------------------ \| ------------------ \| \| 1re \| Jolanta Polikevičiūtė \| Lituanie \| Acca Due O-Pasta Zara-Lorena Camicie \| 3 h 24 min 29 s \| \| 2e \| Diana Žiliūtė \| Lituanie \| Acca Due O-Pasta Zara-Lorena Camicie \| + 14 s \| \| 3e \| Zinaida Stahurskaia \| Biélorussie \| USC Chirio Forno d'Asolo \| + 16 s \| \| 4e \| Edita Pučinskaitė \| Lituanie \| Figurella Dream Team \| + 20 s \| \| 5e \| Swetlana Bubnenkowa \| Russie \| Aliverti-Kookai-Immobilione Luca \| + 20 s \| \| 6e \| Natalia Katchalka \| Ukraine \| Pragma-Deia-Colnago \| + 20 s \| \| 7e \| Rosalisa Lapomarda \| Italie \| Raschiani-Alfa Lum R.S.M. \| + 20 s \| \| 8e \| Rhonda Quick \| États-Unis \| Figurella Dream Team \| + 20 s \| \| 9e \| Silvia Parietti \| Italie \| Figurella Dream Team \| + 20 s \| \| 10e \| Nicole Brändli \| Suisse \| Acca Due O-Pasta Zara-Lorena Camicie \| + 20 s \| |                       |             |                                      |                 |
| |                       |             |                                      |                 |
| |                       |             |                                      |                 |
| Classement général |                       |             |                                      |                 |
| Coureur | Coureur               | Pays        | Équipe                               | Temps           |
| 1re | Jolanta Polikevičiūtė | Lituanie    | Acca Due O-Pasta Zara-Lorena Camicie | 3 h 24 min 29 s |
| 2e | Diana Žiliūtė         | Lituanie    | Acca Due O-Pasta Zara-Lorena Camicie | + 14 s          |
| 3e | Zinaida Stahurskaia   | Biélorussie | USC Chirio Forno d'Asolo             | + 16 s          |
| 4e | Edita Pučinskaitė     | Lituanie    | Figurella Dream Team                 | + 20 s          |
| 5e | Swetlana Bubnenkowa   | Russie      | Aliverti-Kookai-Immobilione Luca     | + 20 s          |
| 6e | Natalia Katchalka     | Ukraine     | Pragma-Deia-Colnago                  | + 20 s          |
| 7e | Rosalisa Lapomarda    | Italie      | Raschiani-Alfa Lum R.S.M.            | + 20 s          |
| 8e | Rhonda Quick          | États-Unis  | Figurella Dream Team                 | + 20 s          |
| 9e | Silvia Parietti       | Italie      | Figurella Dream Team                 | + 20 s          |
| 10e | Nicole Brändli        | Suisse      | Acca Due O-Pasta Zara-Lorena Camicie | + 20 s          |

### 2eétape
Le terrain vallonné est propice aux attaques. Elizabeth Tadich sort avec d'autres à vingt kilomètres de l'arrivée. Quatre favorites : Zinaida Stahurskaia, Rasa Polikevičiūtė, Olga Slyusareva et Svetlana Boubnenkova, effectuent la jonction peu après. La formation Acca Due O provoque néanmoins le regroupement. Peu avant l'ascension finale, Stahurskaia passe à l'offensive. Jolanta Polikevičiūtė la suit. Cette dernière est distancée peu avant la ligne alors que les autres favorites reviennent rapidement sur Stahurskaia qui remporte néanmoins l'étape.
| \| Classement de l'étape \| Classement de l'étape \| Classement de l'étape \| Classement de l'étape \| Classement de l'étape \| \| Coureur \| Coureur \| Pays \| Équipe \| Temps \| \| --------------------- \| --------------------- \| --------------------- \| ------------------------------------ \| --------------------- \| \| 1re \| Zinaida Stahurskaia \| Biélorussie \| USC Chirio Forno d'Asolo \| 3 h 04 min 00 s \| \| 2e \| Diana Žiliūtė \| Lituanie \| Acca Due O-Pasta Zara-Lorena Camicie \| + 0 s \| \| 3e \| Olga Sljussarewa \| Russie \| Itera Team \| + 0 s \| \| 4e \| Edita Pučinskaitė \| Lituanie \| Figurella Dream Team \| + 0 s \| \| 5e \| Rasa Polikevičiūtė \| Lituanie \| Acca Due O-Pasta Zara-Lorena Camicie \| + 4 s \| \| 6e \| Nicole Brändli \| Suisse \| Acca Due O-Pasta Zara-Lorena Camicie \| + 4 s \| \| 7e \| Swetlana Bubnenkowa \| Russie \| Aliverti-Kookai-Immobilione Luca \| + 4 s \| \| 8e \| Regina Schleicher \| Allemagne \| SC Michela Fanini Record Rox \| + 4 s \| \| 9e \| Jolanta Polikevičiūtė \| Lituanie \| Acca Due O-Pasta Zara-Lorena Camicie \| + 4 s \| \| 10e \| Julia Martisova \| Russie \| Itera Team \| + 9 s \| |                       |             |                                      |                 |
| |                       |             |                                      |                 |
| |                       |             |                                      |                 |
| Classement de l'étape |                       |             |                                      |                 |
| Coureur | Coureur               | Pays        | Équipe                               | Temps           |
| 1re | Zinaida Stahurskaia   | Biélorussie | USC Chirio Forno d'Asolo             | 3 h 04 min 00 s |
| 2e | Diana Žiliūtė         | Lituanie    | Acca Due O-Pasta Zara-Lorena Camicie | + 0 s           |
| 3e | Olga Sljussarewa      | Russie      | Itera Team                           | + 0 s           |
| 4e | Edita Pučinskaitė     | Lituanie    | Figurella Dream Team                 | + 0 s           |
| 5e | Rasa Polikevičiūtė    | Lituanie    | Acca Due O-Pasta Zara-Lorena Camicie | + 4 s           |
| 6e | Nicole Brändli        | Suisse      | Acca Due O-Pasta Zara-Lorena Camicie | + 4 s           |
| 7e | Swetlana Bubnenkowa   | Russie      | Aliverti-Kookai-Immobilione Luca     | + 4 s           |
| 8e | Regina Schleicher     | Allemagne   | SC Michela Fanini Record Rox         | + 4 s           |
| 9e | Jolanta Polikevičiūtė | Lituanie    | Acca Due O-Pasta Zara-Lorena Camicie | + 4 s           |
| 10e | Julia Martisova       | Russie      | Itera Team                           | + 9 s           |

| \| Classement général \| Classement général \| Classement général \| Classement général \| Classement général \| \| Coureur \| Coureur \| Pays \| Équipe \| Temps \| \| ------------------ \| --------------------- \| ------------------ \| ------------------------------------ \| ------------------ \| \| 1re \| Jolanta Polikevičiūtė \| Lituanie \| Acca Due O-Pasta Zara-Lorena Camicie \| 6 h 28 min 33 s \| \| 2e \| Zinaida Stahurskaia \| Biélorussie \| USC Chirio Forno d'Asolo \| + 2 s \| \| 3e \| Diana Žiliūtė \| Lituanie \| Acca Due O-Pasta Zara-Lorena Camicie \| + 4 s \| \| 4e \| Edita Pučinskaitė \| Lituanie \| Figurella Dream Team \| + 16 s \| \| 5e \| Swetlana Bubnenkowa \| Russie \| Aliverti-Kookai-Immobilione Luca \| + 20 s \| \| 6e \| Rasa Polikevičiūtė \| Lituanie \| Acca Due O-Pasta Zara-Lorena Camicie \| + 20 s \| \| 7e \| Nicole Brändli \| Suisse \| Acca Due O-Pasta Zara-Lorena Camicie \| + 20 s \| \| 8e \| Natalia Katchalka \| Ukraine \| Pragma-Deia-Colnago \| + 33 s \| \| 9e \| Rhonda Quick \| États-Unis \| Figurella Dream Team \| + 33 s \| \| 10e \| Rosalisa Lapomarda \| Italie \| Raschiani-Alfa Lum R.S.M. \| + 33 s \| |                       |             |                                      |                 |
| |                       |             |                                      |                 |
| |                       |             |                                      |                 |
| Classement général |                       |             |                                      |                 |
| Coureur | Coureur               | Pays        | Équipe                               | Temps           |
| 1re | Jolanta Polikevičiūtė | Lituanie    | Acca Due O-Pasta Zara-Lorena Camicie | 6 h 28 min 33 s |
| 2e | Zinaida Stahurskaia   | Biélorussie | USC Chirio Forno d'Asolo             | + 2 s           |
| 3e | Diana Žiliūtė         | Lituanie    | Acca Due O-Pasta Zara-Lorena Camicie | + 4 s           |
| 4e | Edita Pučinskaitė     | Lituanie    | Figurella Dream Team                 | + 16 s          |
| 5e | Swetlana Bubnenkowa   | Russie      | Aliverti-Kookai-Immobilione Luca     | + 20 s          |
| 6e | Rasa Polikevičiūtė    | Lituanie    | Acca Due O-Pasta Zara-Lorena Camicie | + 20 s          |
| 7e | Nicole Brändli        | Suisse      | Acca Due O-Pasta Zara-Lorena Camicie | + 20 s          |
| 8e | Natalia Katchalka     | Ukraine     | Pragma-Deia-Colnago                  | + 33 s          |
| 9e | Rhonda Quick          | États-Unis  | Figurella Dream Team                 | + 33 s          |
| 10e | Rosalisa Lapomarda    | Italie      | Raschiani-Alfa Lum R.S.M.            | + 33 s          |

### 3eétape
Au bout de huit kilomètres, deux coureuses sortent. Anna Millward, Rasa Polikevičiūtė, Vera Hohlfeld et une coureuse de l'équipe Itera effectuent la jonction. Elles restent vingt kilomètres en tête. Le rythme est ensuite élevé, limitant la formation d'échappées. Dans la deuxième et dernière côte de la journée, Svetlana Boubnenkova, Zinaida Stahurskaia et Diana Žiliūtė accélèrent. Seule Fany Lecourtois parvient à les suivre. Dans le final, Svetlana Boubnenkova sort et gagne l'étape en solitaire et s'empare du maillot rose.
| \| Classement de l'étape \| Classement de l'étape \| Classement de l'étape \| Classement de l'étape \| Classement de l'étape \| \| Coureur \| Coureur \| Pays \| Équipe \| Temps \| \| --------------------- \| --------------------- \| --------------------- \| ------------------------------------ \| --------------------- \| \| 1re \| Swetlana Bubnenkowa \| Russie \| Aliverti-Kookai-Immobilione Luca \| 2 h 45 min 11 s \| \| 2e \| Zinaida Stahurskaia \| Biélorussie \| USC Chirio Forno d'Asolo \| + 18 s \| \| 3e \| Julia Martisova \| Russie \| Itera Team \| + 18 s \| \| 4e \| Edita Pučinskaitė \| Lituanie \| Figurella Dream Team \| + 18 s \| \| 5e \| Diana Žiliūtė \| Lituanie \| Acca Due O-Pasta Zara-Lorena Camicie \| + 18 s \| \| 6e \| Nicole Brändli \| Suisse \| Acca Due O-Pasta Zara-Lorena Camicie \| + 21 s \| \| 7e \| Fany Lecourtois \| France \| Pragma-Deia-Colnago \| + 21 s \| \| 8e \| Rochelle Gilmore \| Australie \| \| + 42 s \| \| 9e \| Olga Sljussarewa \| Russie \| Itera Team \| + 42 s \| \| 10e \| Regina Schleicher \| Allemagne \| SC Michela Fanini Record Rox \| + 42 s \| |                     |             |                                      |                 |
| |                     |             |                                      |                 |
| |                     |             |                                      |                 |
| Classement de l'étape |                     |             |                                      |                 |
| Coureur | Coureur             | Pays        | Équipe                               | Temps           |
| 1re | Swetlana Bubnenkowa | Russie      | Aliverti-Kookai-Immobilione Luca     | 2 h 45 min 11 s |
| 2e | Zinaida Stahurskaia | Biélorussie | USC Chirio Forno d'Asolo             | + 18 s          |
| 3e | Julia Martisova     | Russie      | Itera Team                           | + 18 s          |
| 4e | Edita Pučinskaitė   | Lituanie    | Figurella Dream Team                 | + 18 s          |
| 5e | Diana Žiliūtė       | Lituanie    | Acca Due O-Pasta Zara-Lorena Camicie | + 18 s          |
| 6e | Nicole Brändli      | Suisse      | Acca Due O-Pasta Zara-Lorena Camicie | + 21 s          |
| 7e | Fany Lecourtois     | France      | Pragma-Deia-Colnago                  | + 21 s          |
| 8e | Rochelle Gilmore    | Australie   |                                      | + 42 s          |
| 9e | Olga Sljussarewa    | Russie      | Itera Team                           | + 42 s          |
| 10e | Regina Schleicher   | Allemagne   | SC Michela Fanini Record Rox         | + 42 s          |

| \| Classement général \| Classement général \| Classement général \| Classement général \| Classement général \| \| Coureur \| Coureur \| Pays \| Équipe \| Temps \| \| ------------------ \| --------------------- \| ------------------ \| ------------------------------------ \| ------------------ \| \| 1re \| Swetlana Bubnenkowa \| Russie \| Aliverti-Kookai-Immobilione Luca \| 9 h 13 min 54 s \| \| 2e \| Zinaida Stahurskaia \| Biélorussie \| USC Chirio Forno d'Asolo \| + 4 s \| \| 3e \| Diana Žiliūtė \| Lituanie \| Acca Due O-Pasta Zara-Lorena Camicie \| + 12 s \| \| 4e \| Edita Pučinskaitė \| Lituanie \| Figurella Dream Team \| + 24 s \| \| 5e \| Nicole Brändli \| Suisse \| Acca Due O-Pasta Zara-Lorena Camicie \| + 31 s \| \| 6e \| Jolanta Polikevičiūtė \| Lituanie \| Acca Due O-Pasta Zara-Lorena Camicie \| + 32 s \| \| 7e \| Rasa Polikevičiūtė \| Lituanie \| Acca Due O-Pasta Zara-Lorena Camicie \| + 52 s \| \| 8e \| Natalia Katchalka \| Ukraine \| Pragma-Deia-Colnago \| + 1 min 05 s \| \| 9e \| Rhonda Quick \| États-Unis \| Figurella Dream Team \| + 1 min 05 s \| \| 10e \| Rosalisa Lapomarda \| Italie \| Raschiani-Alfa Lum R.S.M. \| + 1 min 05 s \| |                       |             |                                      |                 |
| |                       |             |                                      |                 |
| |                       |             |                                      |                 |
| Classement général |                       |             |                                      |                 |
| Coureur | Coureur               | Pays        | Équipe                               | Temps           |
| 1re | Swetlana Bubnenkowa   | Russie      | Aliverti-Kookai-Immobilione Luca     | 9 h 13 min 54 s |
| 2e | Zinaida Stahurskaia   | Biélorussie | USC Chirio Forno d'Asolo             | + 4 s           |
| 3e | Diana Žiliūtė         | Lituanie    | Acca Due O-Pasta Zara-Lorena Camicie | + 12 s          |
| 4e | Edita Pučinskaitė     | Lituanie    | Figurella Dream Team                 | + 24 s          |
| 5e | Nicole Brändli        | Suisse      | Acca Due O-Pasta Zara-Lorena Camicie | + 31 s          |
| 6e | Jolanta Polikevičiūtė | Lituanie    | Acca Due O-Pasta Zara-Lorena Camicie | + 32 s          |
| 7e | Rasa Polikevičiūtė    | Lituanie    | Acca Due O-Pasta Zara-Lorena Camicie | + 52 s          |
| 8e | Natalia Katchalka     | Ukraine     | Pragma-Deia-Colnago                  | + 1 min 05 s    |
| 9e | Rhonda Quick          | États-Unis  | Figurella Dream Team                 | + 1 min 05 s    |
| 10e | Rosalisa Lapomarda    | Italie      | Raschiani-Alfa Lum R.S.M.            | + 1 min 05 s    |

### 4eétape
L'étape, qui se destine aux sprinteuses, est légèrement raccourcie à cause d'un bouchon sur l'autoroute retardant le départ. Une échappée de huit coureuses est à l'avant durant quatre-vingt-cinq kilomètres. Il s'agit de : Olivia Gollan, Bertine Spijkerman, Roberta Bonanomi, Lucille Hunkeler, Ghita Beltman, Alessandra D'Ettorre, Volha Hayeva et Letizia Giardinelli. Le groupe a une avance de deux minutes. Son avantage est minimal dans le final, mais elles parviennent à se disputer la victoire. Bertine Spijkerman se montre la plus rapide,.
| \| Classement de l'étape \| Classement de l'étape \| Classement de l'étape \| Classement de l'étape \| Classement de l'étape \| \| Coureur \| Coureur \| Pays \| Équipe \| Temps \| \| --------------------- \| --------------------- \| --------------------- \| ------------------------------------ \| --------------------- \| \| 1re \| Bertine Spijkerman \| Pays-Bas \| Power Plate-Bik \| 2 h 37 min 15 s \| \| 2e \| Olivia Gollan \| Australie \| Australie \| + 0 s \| \| 3e \| Roberta Bonanomi \| Italie \| Figurella Dream Team \| + 0 s \| \| 4e \| Lucille Hunkeler \| Suisse \| USC Chirio Forno d'Asolo \| + 0 s \| \| 5e \| Ghita Beltman \| Pays-Bas \| Acca Due O-Pasta Zara-Lorena Camicie \| + 0 s \| \| 6e \| Giorgia Vettorello \| Italie \| \| + 0 s \| \| 7e \| Volha Hayeva \| Biélorussie \| Raschiani-Alfa Lum R.S.M. \| + 0 s \| \| 8e \| Letizia Giardinelli \| Italie \| SC Michela Fanini Record Rox \| + 0 s \| \| 9e \| Zinaida Stahurskaia \| Biélorussie \| USC Chirio Forno d'Asolo \| + 7 s \| \| 10e \| Diana Žiliūtė \| Lituanie \| Acca Due O-Pasta Zara-Lorena Camicie \| + 7 s \| |                     |             |                                      |                 |
| |                     |             |                                      |                 |
| |                     |             |                                      |                 |
| Classement de l'étape |                     |             |                                      |                 |
| Coureur | Coureur             | Pays        | Équipe                               | Temps           |
| 1re | Bertine Spijkerman  | Pays-Bas    | Power Plate-Bik                      | 2 h 37 min 15 s |
| 2e | Olivia Gollan       | Australie   | Australie                            | + 0 s           |
| 3e | Roberta Bonanomi    | Italie      | Figurella Dream Team                 | + 0 s           |
| 4e | Lucille Hunkeler    | Suisse      | USC Chirio Forno d'Asolo             | + 0 s           |
| 5e | Ghita Beltman       | Pays-Bas    | Acca Due O-Pasta Zara-Lorena Camicie | + 0 s           |
| 6e | Giorgia Vettorello  | Italie      |                                      | + 0 s           |
| 7e | Volha Hayeva        | Biélorussie | Raschiani-Alfa Lum R.S.M.            | + 0 s           |
| 8e | Letizia Giardinelli | Italie      | SC Michela Fanini Record Rox         | + 0 s           |
| 9e | Zinaida Stahurskaia | Biélorussie | USC Chirio Forno d'Asolo             | + 7 s           |
| 10e | Diana Žiliūtė       | Lituanie    | Acca Due O-Pasta Zara-Lorena Camicie | + 7 s           |

| \| Classement général \| Classement général \| Classement général \| Classement général \| Classement général \| \| Coureur \| Coureur \| Pays \| Équipe \| Temps \| \| ------------------ \| --------------------- \| ------------------ \| ------------------------------------ \| ------------------ \| \| 1re \| Swetlana Bubnenkowa \| Russie \| Aliverti-Kookai-Immobilione Luca \| 11 h 51 min 16 s \| \| 2e \| Zinaida Stahurskaia \| Biélorussie \| USC Chirio Forno d'Asolo \| + 4 s \| \| 3e \| Diana Žiliūtė \| Lituanie \| Acca Due O-Pasta Zara-Lorena Camicie \| + 12 s \| \| 4e \| Edita Pučinskaitė \| Lituanie \| Figurella Dream Team \| + 24 s \| \| 5e \| Nicole Brändli \| Suisse \| Acca Due O-Pasta Zara-Lorena Camicie \| + 31 s \| \| 6e \| Jolanta Polikevičiūtė \| Lituanie \| Acca Due O-Pasta Zara-Lorena Camicie \| + 32 s \| \| 7e \| Rasa Polikevičiūtė \| Lituanie \| Acca Due O-Pasta Zara-Lorena Camicie \| + 52 s \| \| 8e \| Natalia Katchalka \| Ukraine \| Pragma-Deia-Colnago \| + 1 min 05 s \| \| 9e \| Rhonda Quick \| États-Unis \| Figurella Dream Team \| + 1 min 05 s \| \| 10e \| Rosalisa Lapomarda \| Italie \| Raschiani-Alfa Lum R.S.M. \| + 1 min 05 s \| |                       |             |                                      |                  |
| |                       |             |                                      |                  |
| |                       |             |                                      |                  |
| Classement général |                       |             |                                      |                  |
| Coureur | Coureur               | Pays        | Équipe                               | Temps            |
| 1re | Swetlana Bubnenkowa   | Russie      | Aliverti-Kookai-Immobilione Luca     | 11 h 51 min 16 s |
| 2e | Zinaida Stahurskaia   | Biélorussie | USC Chirio Forno d'Asolo             | + 4 s            |
| 3e | Diana Žiliūtė         | Lituanie    | Acca Due O-Pasta Zara-Lorena Camicie | + 12 s           |
| 4e | Edita Pučinskaitė     | Lituanie    | Figurella Dream Team                 | + 24 s           |
| 5e | Nicole Brändli        | Suisse      | Acca Due O-Pasta Zara-Lorena Camicie | + 31 s           |
| 6e | Jolanta Polikevičiūtė | Lituanie    | Acca Due O-Pasta Zara-Lorena Camicie | + 32 s           |
| 7e | Rasa Polikevičiūtė    | Lituanie    | Acca Due O-Pasta Zara-Lorena Camicie | + 52 s           |
| 8e | Natalia Katchalka     | Ukraine     | Pragma-Deia-Colnago                  | + 1 min 05 s     |
| 9e | Rhonda Quick          | États-Unis  | Figurella Dream Team                 | + 1 min 05 s     |
| 10e | Rosalisa Lapomarda    | Italie      | Raschiani-Alfa Lum R.S.M.            | + 1 min 05 s     |

### 5eétape
Un circuit est parcouru dix fois. De nombreuses chutes ont lieu. Dans les premiers tours, Rosa Bravo attaque à de multiples reprises. Un groupe de dix se forme ensuite. La formation Itera provoque le regroupement. La formation Acca Due O multiplie plus tard les attaques. À deux tours de l'arrivée, un groupe d'échappée se forme. Il comprend notamment : Chantal Beltman, Regina Schleicher, Rosalind Reekie-May, Julia Martisova et Iryna Chuzhynova. Derrière un groupe de chasse inclut Naomi Williams, Roberta Bonanomi, Ghita Beltman et Maribel Moreno. Regina Schleicher se montre la plus rapide du groupe de tête.
| \| Classement de l'étape \| Classement de l'étape \| Classement de l'étape \| Classement de l'étape \| Classement de l'étape \| \| Coureur \| Coureur \| Pays \| Équipe \| Temps \| \| --------------------- \| --------------------- \| --------------------- \| ------------------------------------ \| --------------------- \| \| 1re \| Regina Schleicher \| Allemagne \| SC Michela Fanini Record Rox \| 2 h 24 min 24 s \| \| 2e \| Julia Martisova \| Russie \| Itera Team \| + 0 s \| \| 3e \| Iryna Chuzhynova \| Ukraine \| Edil Savino \| + 0 s \| \| 4e \| Rosalind Reekie-May \| Nouvelle-Zélande \| USC Chirio Forno d'Asolo \| + 0 s \| \| 5e \| Chantal Beltman \| Pays-Bas \| Acca Due O-Pasta Zara-Lorena Camicie \| + 0 s \| \| 6e \| Rosa Bravo \| Espagne \| Espagne \| + 4 s \| \| 7e \| Ghita Beltman \| Pays-Bas \| Acca Due O-Pasta Zara-Lorena Camicie \| + 4 s \| \| 8e \| Roberta Bonanomi \| Italie \| Figurella Dream Team \| + 4 s \| \| 9e \| Helga Faccin \| Italie \| USC Chirio Forno d'Asolo \| + 4 s \| \| 10e \| Penny Edwards \| Royaume-Uni \| USC Chirio Forno d'Asolo \| + 4 s \| |                     |                  |                                      |                 |
| |                     |                  |                                      |                 |
| |                     |                  |                                      |                 |
| Classement de l'étape |                     |                  |                                      |                 |
| Coureur | Coureur             | Pays             | Équipe                               | Temps           |
| 1re | Regina Schleicher   | Allemagne        | SC Michela Fanini Record Rox         | 2 h 24 min 24 s |
| 2e | Julia Martisova     | Russie           | Itera Team                           | + 0 s           |
| 3e | Iryna Chuzhynova    | Ukraine          | Edil Savino                          | + 0 s           |
| 4e | Rosalind Reekie-May | Nouvelle-Zélande | USC Chirio Forno d'Asolo             | + 0 s           |
| 5e | Chantal Beltman     | Pays-Bas         | Acca Due O-Pasta Zara-Lorena Camicie | + 0 s           |
| 6e | Rosa Bravo          | Espagne          | Espagne                              | + 4 s           |
| 7e | Ghita Beltman       | Pays-Bas         | Acca Due O-Pasta Zara-Lorena Camicie | + 4 s           |
| 8e | Roberta Bonanomi    | Italie           | Figurella Dream Team                 | + 4 s           |
| 9e | Helga Faccin        | Italie           | USC Chirio Forno d'Asolo             | + 4 s           |
| 10e | Penny Edwards       | Royaume-Uni      | USC Chirio Forno d'Asolo             | + 4 s           |

| \| Classement général \| Classement général \| Classement général \| Classement général \| Classement général \| \| Coureur \| Coureur \| Pays \| Équipe \| Temps \| \| ------------------ \| --------------------- \| ------------------ \| ------------------------------------ \| ------------------ \| \| 1re \| Swetlana Bubnenkowa \| Russie \| Aliverti-Kookai-Immobilione Luca \| \| \| 2e \| Zinaida Stahurskaia \| Biélorussie \| USC Chirio Forno d'Asolo \| + 4 s \| \| 3e \| Diana Žiliūtė \| Lituanie \| Acca Due O-Pasta Zara-Lorena Camicie \| + 12 s \| \| 4e \| Edita Pučinskaitė \| Lituanie \| Figurella Dream Team \| + 24 s \| \| 5e \| Nicole Brändli \| Suisse \| Acca Due O-Pasta Zara-Lorena Camicie \| + 31 s \| \| 6e \| Jolanta Polikevičiūtė \| Lituanie \| Acca Due O-Pasta Zara-Lorena Camicie \| + 32 s \| \| 7e \| Rasa Polikevičiūtė \| Lituanie \| Acca Due O-Pasta Zara-Lorena Camicie \| + 52 s \| \| 8e \| Natalia Katchalka \| Ukraine \| Pragma-Deia-Colnago \| + 1 min 05 s \| \| 9e \| Rhonda Quick \| États-Unis \| Figurella Dream Team \| + 1 min 05 s \| \| 10e \| Rosalisa Lapomarda \| Italie \| Raschiani-Alfa Lum R.S.M. \| + 1 min 05 s \| |                       |             |                                      |              |
| |                       |             |                                      |              |
| |                       |             |                                      |              |
| Classement général |                       |             |                                      |              |
| Coureur | Coureur               | Pays        | Équipe                               | Temps        |
| 1re | Swetlana Bubnenkowa   | Russie      | Aliverti-Kookai-Immobilione Luca     |              |
| 2e | Zinaida Stahurskaia   | Biélorussie | USC Chirio Forno d'Asolo             | + 4 s        |
| 3e | Diana Žiliūtė         | Lituanie    | Acca Due O-Pasta Zara-Lorena Camicie | + 12 s       |
| 4e | Edita Pučinskaitė     | Lituanie    | Figurella Dream Team                 | + 24 s       |
| 5e | Nicole Brändli        | Suisse      | Acca Due O-Pasta Zara-Lorena Camicie | + 31 s       |
| 6e | Jolanta Polikevičiūtė | Lituanie    | Acca Due O-Pasta Zara-Lorena Camicie | + 32 s       |
| 7e | Rasa Polikevičiūtė    | Lituanie    | Acca Due O-Pasta Zara-Lorena Camicie | + 52 s       |
| 8e | Natalia Katchalka     | Ukraine     | Pragma-Deia-Colnago                  | + 1 min 05 s |
| 9e | Rhonda Quick          | États-Unis  | Figurella Dream Team                 | + 1 min 05 s |
| 10e | Rosalisa Lapomarda    | Italie      | Raschiani-Alfa Lum R.S.M.            | + 1 min 05 s |

### 6eétape
Le contre-la-montre est légèrement vallonné. Svetlana Boubnenkova remporte le contre-la-montre et conforte sa première place au classement général. Edita Pučinskaitė perd cinquante-cinq secondes,,.
| \| Classement de l'étape \| Classement de l'étape \| Classement de l'étape \| Classement de l'étape \| Classement de l'étape \| \| Coureur \| Coureur \| Pays \| Équipe \| Temps \| \| --------------------- \| --------------------- \| --------------------- \| ------------------------------------ \| --------------------- \| \| 1re \| Swetlana Bubnenkowa \| Russie \| Aliverti-Kookai-Immobilione Luca \| 25 min 57 s \| \| 2e \| Rasa Polikevičiūtė \| Lituanie \| Acca Due O-Pasta Zara-Lorena Camicie \| + 11 s \| \| 3e \| Anna Millward \| Australie \| Australie \| + 13 s \| \| 4e \| Diana Žiliūtė \| Lituanie \| Acca Due O-Pasta Zara-Lorena Camicie \| + 23 s \| \| 5e \| Sara Carrigan \| Australie \| Australie \| + 29 s \| \| 6e \| Zulfiya Zabirova \| Russie \| USC Chirio Forno d'Asolo \| + 32 s \| \| 7e \| Olga Sljussarewa \| Russie \| Itera Team \| + 33 s \| \| 8e \| Julia Martisova \| Russie \| Itera Team \| + 48 s \| \| 9e \| Edita Pučinskaitė \| Lituanie \| Figurella Dream Team \| + 55 s \| \| 10e \| Marta Vilajosana \| Espagne \| Aliverti-Kookai-Immobilione Luca \| + 1 min 04 s \| |                     |           |                                      |              |
| |                     |           |                                      |              |
| |                     |           |                                      |              |
| Classement de l'étape |                     |           |                                      |              |
| Coureur | Coureur             | Pays      | Équipe                               | Temps        |
| 1re | Swetlana Bubnenkowa | Russie    | Aliverti-Kookai-Immobilione Luca     | 25 min 57 s  |
| 2e | Rasa Polikevičiūtė  | Lituanie  | Acca Due O-Pasta Zara-Lorena Camicie | + 11 s       |
| 3e | Anna Millward       | Australie | Australie                            | + 13 s       |
| 4e | Diana Žiliūtė       | Lituanie  | Acca Due O-Pasta Zara-Lorena Camicie | + 23 s       |
| 5e | Sara Carrigan       | Australie | Australie                            | + 29 s       |
| 6e | Zulfiya Zabirova    | Russie    | USC Chirio Forno d'Asolo             | + 32 s       |
| 7e | Olga Sljussarewa    | Russie    | Itera Team                           | + 33 s       |
| 8e | Julia Martisova     | Russie    | Itera Team                           | + 48 s       |
| 9e | Edita Pučinskaitė   | Lituanie  | Figurella Dream Team                 | + 55 s       |
| 10e | Marta Vilajosana    | Espagne   | Aliverti-Kookai-Immobilione Luca     | + 1 min 04 s |

| \| Classement général \| Classement général \| Classement général \| Classement général \| Classement général \| \| Coureur \| Coureur \| Pays \| Équipe \| Temps \| \| ------------------ \| --------------------- \| ------------------ \| ------------------------------------ \| ------------------ \| \| 1re \| Swetlana Bubnenkowa \| Russie \| Aliverti-Kookai-Immobilione Luca \| 14 h 43 min 05 s \| \| 2e \| Diana Žiliūtė \| Lituanie \| Acca Due O-Pasta Zara-Lorena Camicie \| + 25 s \| \| 3e \| Rasa Polikevičiūtė \| Lituanie \| Acca Due O-Pasta Zara-Lorena Camicie \| + 1 min 03 s \| \| 4e \| Edita Pučinskaitė \| Lituanie \| Figurella Dream Team \| + 1 min 19 s \| \| 5e \| Zinaida Stahurskaia \| Biélorussie \| USC Chirio Forno d'Asolo \| + 1 min 36 s \| \| 6e \| Zulfiya Zabirova \| Russie \| USC Chirio Forno d'Asolo \| + 1 min 46 s \| \| 7e \| Nicole Brändli \| Suisse \| Acca Due O-Pasta Zara-Lorena Camicie \| + 1 min 56 s \| \| 8e \| Jolanta Polikevičiūtė \| Lituanie \| Acca Due O-Pasta Zara-Lorena Camicie \| + 2 min 22 s \| \| 9e \| Natalia Katchalka \| Ukraine \| Pragma-Deia-Colnago \| + 2 min 30 s \| \| 10e \| Rosalisa Lapomarda \| Italie \| Raschiani-Alfa Lum R.S.M. \| + 2 min 53 s \| |                       |             |                                      |                  |
| |                       |             |                                      |                  |
| |                       |             |                                      |                  |
| Classement général |                       |             |                                      |                  |
| Coureur | Coureur               | Pays        | Équipe                               | Temps            |
| 1re | Swetlana Bubnenkowa   | Russie      | Aliverti-Kookai-Immobilione Luca     | 14 h 43 min 05 s |
| 2e | Diana Žiliūtė         | Lituanie    | Acca Due O-Pasta Zara-Lorena Camicie | + 25 s           |
| 3e | Rasa Polikevičiūtė    | Lituanie    | Acca Due O-Pasta Zara-Lorena Camicie | + 1 min 03 s     |
| 4e | Edita Pučinskaitė     | Lituanie    | Figurella Dream Team                 | + 1 min 19 s     |
| 5e | Zinaida Stahurskaia   | Biélorussie | USC Chirio Forno d'Asolo             | + 1 min 36 s     |
| 6e | Zulfiya Zabirova      | Russie      | USC Chirio Forno d'Asolo             | + 1 min 46 s     |
| 7e | Nicole Brändli        | Suisse      | Acca Due O-Pasta Zara-Lorena Camicie | + 1 min 56 s     |
| 8e | Jolanta Polikevičiūtė | Lituanie    | Acca Due O-Pasta Zara-Lorena Camicie | + 2 min 22 s     |
| 9e | Natalia Katchalka     | Ukraine     | Pragma-Deia-Colnago                  | + 2 min 30 s     |
| 10e | Rosalisa Lapomarda    | Italie      | Raschiani-Alfa Lum R.S.M.            | + 2 min 53 s     |

### 7eétape
Le peloton reste groupé malgré la côte placée sur le circuit. Sara Carrigan sort à huit kilomètres de l'arrivée et n'est repris qu'aux cinq cents mètres. Olga Slyusareva remporte le sprint,.
| \| Classement de l'étape \| Classement de l'étape \| Classement de l'étape \| Classement de l'étape \| Classement de l'étape \| \| Coureur \| Coureur \| Pays \| Équipe \| Temps \| \| --------------------- \| --------------------- \| --------------------- \| ------------------------------------ \| --------------------- \| \| 1re \| Olga Sljussarewa \| Russie \| Itera Team \| 3 h 18 min 25 s \| \| 2e \| Zinaida Stahurskaia \| Biélorussie \| USC Chirio Forno d'Asolo \| + 0 s \| \| 3e \| Diana Žiliūtė \| Lituanie \| Acca Due O-Pasta Zara-Lorena Camicie \| + 0 s \| \| 4e \| Iryna Chuzhynova \| Ukraine \| Edil Savino \| + 0 s \| \| 5e \| Katia Longhin \| Italie \| Acca Due O-Pasta Zara-Lorena Camicie \| + 0 s \| \| 6e \| Swetlana Bubnenkowa \| Russie \| Aliverti-Kookai-Immobilione Luca \| + 0 s \| \| 7e \| Rosa Bravo \| Espagne \| Espagne \| + 0 s \| \| 8e \| Jolanta Polikevičiūtė \| Lituanie \| Acca Due O-Pasta Zara-Lorena Camicie \| + 0 s \| \| 9e \| Elena Gogoleva \| Russie \| U.C. Monne \| + 0 s \| \| 10e \| Ita Kryjanovskaia \| Russie \| \| + 0 s \| |                       |             |                                      |                 |
| |                       |             |                                      |                 |
| |                       |             |                                      |                 |
| Classement de l'étape |                       |             |                                      |                 |
| Coureur | Coureur               | Pays        | Équipe                               | Temps           |
| 1re | Olga Sljussarewa      | Russie      | Itera Team                           | 3 h 18 min 25 s |
| 2e | Zinaida Stahurskaia   | Biélorussie | USC Chirio Forno d'Asolo             | + 0 s           |
| 3e | Diana Žiliūtė         | Lituanie    | Acca Due O-Pasta Zara-Lorena Camicie | + 0 s           |
| 4e | Iryna Chuzhynova      | Ukraine     | Edil Savino                          | + 0 s           |
| 5e | Katia Longhin         | Italie      | Acca Due O-Pasta Zara-Lorena Camicie | + 0 s           |
| 6e | Swetlana Bubnenkowa   | Russie      | Aliverti-Kookai-Immobilione Luca     | + 0 s           |
| 7e | Rosa Bravo            | Espagne     | Espagne                              | + 0 s           |
| 8e | Jolanta Polikevičiūtė | Lituanie    | Acca Due O-Pasta Zara-Lorena Camicie | + 0 s           |
| 9e | Elena Gogoleva        | Russie      | U.C. Monne                           | + 0 s           |
| 10e | Ita Kryjanovskaia     | Russie      |                                      | + 0 s           |

| \| Classement général \| Classement général \| Classement général \| Classement général \| Classement général \| \| Coureur \| Coureur \| Pays \| Équipe \| Temps \| \| ------------------ \| --------------------- \| ------------------ \| ------------------------------------ \| ------------------ \| \| 1re \| Swetlana Bubnenkowa \| Russie \| Aliverti-Kookai-Immobilione Luca \| 18 h 01 min 30 s \| \| 2e \| Diana Žiliūtė \| Lituanie \| Acca Due O-Pasta Zara-Lorena Camicie \| + 31 s \| \| 3e \| Rasa Polikevičiūtė \| Lituanie \| Acca Due O-Pasta Zara-Lorena Camicie \| + 1 min 03 s \| \| 4e \| Edita Pučinskaitė \| Lituanie \| Figurella Dream Team \| + 1 min 19 s \| \| 5e \| Zinaida Stahurskaia \| Biélorussie \| USC Chirio Forno d'Asolo \| + 1 min 30 s \| \| 6e \| Zulfiya Zabirova \| Russie \| USC Chirio Forno d'Asolo \| + 1 min 46 s \| \| 7e \| Nicole Brändli \| Suisse \| Acca Due O-Pasta Zara-Lorena Camicie \| + 1 min 56 s \| \| 8e \| Jolanta Polikevičiūtė \| Lituanie \| Acca Due O-Pasta Zara-Lorena Camicie \| + 2 min 22 s \| \| 9e \| Natalia Katchalka \| Ukraine \| Pragma-Deia-Colnago \| + 2 min 30 s \| \| 10e \| Rosalisa Lapomarda \| Italie \| Raschiani-Alfa Lum R.S.M. \| + 2 min 53 s \| |                       |             |                                      |                  |
| |                       |             |                                      |                  |
| |                       |             |                                      |                  |
| Classement général |                       |             |                                      |                  |
| Coureur | Coureur               | Pays        | Équipe                               | Temps            |
| 1re | Swetlana Bubnenkowa   | Russie      | Aliverti-Kookai-Immobilione Luca     | 18 h 01 min 30 s |
| 2e | Diana Žiliūtė         | Lituanie    | Acca Due O-Pasta Zara-Lorena Camicie | + 31 s           |
| 3e | Rasa Polikevičiūtė    | Lituanie    | Acca Due O-Pasta Zara-Lorena Camicie | + 1 min 03 s     |
| 4e | Edita Pučinskaitė     | Lituanie    | Figurella Dream Team                 | + 1 min 19 s     |
| 5e | Zinaida Stahurskaia   | Biélorussie | USC Chirio Forno d'Asolo             | + 1 min 30 s     |
| 6e | Zulfiya Zabirova      | Russie      | USC Chirio Forno d'Asolo             | + 1 min 46 s     |
| 7e | Nicole Brändli        | Suisse      | Acca Due O-Pasta Zara-Lorena Camicie | + 1 min 56 s     |
| 8e | Jolanta Polikevičiūtė | Lituanie    | Acca Due O-Pasta Zara-Lorena Camicie | + 2 min 22 s     |
| 9e | Natalia Katchalka     | Ukraine     | Pragma-Deia-Colnago                  | + 2 min 30 s     |
| 10e | Rosalisa Lapomarda    | Italie      | Raschiani-Alfa Lum R.S.M.            | + 2 min 53 s     |

### 8eétape
La météo est pluvieuse. Une échappée se maintient en tête durant la majorité de l'étape et n'est reprise que dans l'ultime difficulté. Svetlana Boubnenkova et Zinaida Stahurskaia se détachent dans l'ascension située à vingt kilomètres de l'arrivée. Cette dernière s'impose et s'empare de la deuxième place du classement général,,.
| \| Classement de l'étape \| Classement de l'étape \| Classement de l'étape \| Classement de l'étape \| Classement de l'étape \| \| Coureur \| Coureur \| Pays \| Équipe \| Temps \| \| --------------------- \| --------------------- \| --------------------- \| ------------------------------------ \| --------------------- \| \| 1re \| Zinaida Stahurskaia \| Biélorussie \| USC Chirio Forno d'Asolo \| 2 h 52 min 31 s \| \| 2e \| Swetlana Bubnenkowa \| Russie \| Aliverti-Kookai-Immobilione Luca \| + 0 s \| \| 3e \| Edita Pučinskaitė \| Lituanie \| Figurella Dream Team \| + 28 s \| \| 4e \| Diana Žiliūtė \| Lituanie \| Acca Due O-Pasta Zara-Lorena Camicie \| + 1 min 14 s \| \| 5e \| Jolanta Polikevičiūtė \| Lituanie \| Acca Due O-Pasta Zara-Lorena Camicie \| + 1 min 14 s \| \| 6e \| Rasa Polikevičiūtė \| Lituanie \| Acca Due O-Pasta Zara-Lorena Camicie \| + 1 min 17 s \| \| 7e \| Irina Simonova \| Ukraine \| Raschiani-Alfa Lum R.S.M. \| + 1 min 19 s \| \| 8e \| Regina Schleicher \| Allemagne \| SC Michela Fanini Record Rox \| + 1 min 56 s \| \| 9e \| Chantal Beltman \| Pays-Bas \| Acca Due O-Pasta Zara-Lorena Camicie \| + 1 min 56 s \| \| 10e \| Julia Martisova \| Russie \| Itera Team \| + 1 min 56 s \| |                       |             |                                      |                 |
| |                       |             |                                      |                 |
| |                       |             |                                      |                 |
| Classement de l'étape |                       |             |                                      |                 |
| Coureur | Coureur               | Pays        | Équipe                               | Temps           |
| 1re | Zinaida Stahurskaia   | Biélorussie | USC Chirio Forno d'Asolo             | 2 h 52 min 31 s |
| 2e | Swetlana Bubnenkowa   | Russie      | Aliverti-Kookai-Immobilione Luca     | + 0 s           |
| 3e | Edita Pučinskaitė     | Lituanie    | Figurella Dream Team                 | + 28 s          |
| 4e | Diana Žiliūtė         | Lituanie    | Acca Due O-Pasta Zara-Lorena Camicie | + 1 min 14 s    |
| 5e | Jolanta Polikevičiūtė | Lituanie    | Acca Due O-Pasta Zara-Lorena Camicie | + 1 min 14 s    |
| 6e | Rasa Polikevičiūtė    | Lituanie    | Acca Due O-Pasta Zara-Lorena Camicie | + 1 min 17 s    |
| 7e | Irina Simonova        | Ukraine     | Raschiani-Alfa Lum R.S.M.            | + 1 min 19 s    |
| 8e | Regina Schleicher     | Allemagne   | SC Michela Fanini Record Rox         | + 1 min 56 s    |
| 9e | Chantal Beltman       | Pays-Bas    | Acca Due O-Pasta Zara-Lorena Camicie | + 1 min 56 s    |
| 10e | Julia Martisova       | Russie      | Itera Team                           | + 1 min 56 s    |

| \| Classement général \| Classement général \| Classement général \| Classement général \| Classement général \| \| Coureur \| Coureur \| Pays \| Équipe \| Temps \| \| ------------------ \| --------------------- \| ------------------ \| ------------------------------------ \| ------------------ \| \| 1re \| Swetlana Bubnenkowa \| Russie \| Aliverti-Kookai-Immobilione Luca \| 20 h 53 min 55 s \| \| 2e \| Zinaida Stahurskaia \| Biélorussie \| USC Chirio Forno d'Asolo \| + 1 min 26 s \| \| 3e \| Edita Pučinskaitė \| Lituanie \| Figurella Dream Team \| + 1 min 49 s \| \| 4e \| Diana Žiliūtė \| Lituanie \| Acca Due O-Pasta Zara-Lorena Camicie \| + 1 min 51 s \| \| 5e \| Rasa Polikevičiūtė \| Lituanie \| Acca Due O-Pasta Zara-Lorena Camicie \| + 2 min 26 s \| \| 6e \| Jolanta Polikevičiūtė \| Lituanie \| Acca Due O-Pasta Zara-Lorena Camicie \| + 3 min 43 s \| \| 7e \| Zulfiya Zabirova \| Russie \| USC Chirio Forno d'Asolo \| + 3 min 48 s \| \| 8e \| Natalia Katchalka \| Ukraine \| Pragma-Deia-Colnago \| + 4 min 32 s \| \| 9e \| Rosalisa Lapomarda \| Italie \| Raschiani-Alfa Lum R.S.M. \| + 4 min 55 s \| \| 10e \| Julia Martisova \| Russie \| Itera Team \| + 4 min 56 s \| |                       |             |                                      |                  |
| |                       |             |                                      |                  |
| |                       |             |                                      |                  |
| Classement général |                       |             |                                      |                  |
| Coureur | Coureur               | Pays        | Équipe                               | Temps            |
| 1re | Swetlana Bubnenkowa   | Russie      | Aliverti-Kookai-Immobilione Luca     | 20 h 53 min 55 s |
| 2e | Zinaida Stahurskaia   | Biélorussie | USC Chirio Forno d'Asolo             | + 1 min 26 s     |
| 3e | Edita Pučinskaitė     | Lituanie    | Figurella Dream Team                 | + 1 min 49 s     |
| 4e | Diana Žiliūtė         | Lituanie    | Acca Due O-Pasta Zara-Lorena Camicie | + 1 min 51 s     |
| 5e | Rasa Polikevičiūtė    | Lituanie    | Acca Due O-Pasta Zara-Lorena Camicie | + 2 min 26 s     |
| 6e | Jolanta Polikevičiūtė | Lituanie    | Acca Due O-Pasta Zara-Lorena Camicie | + 3 min 43 s     |
| 7e | Zulfiya Zabirova      | Russie      | USC Chirio Forno d'Asolo             | + 3 min 48 s     |
| 8e | Natalia Katchalka     | Ukraine     | Pragma-Deia-Colnago                  | + 4 min 32 s     |
| 9e | Rosalisa Lapomarda    | Italie      | Raschiani-Alfa Lum R.S.M.            | + 4 min 55 s     |
| 10e | Julia Martisova       | Russie      | Itera Team                           | + 4 min 56 s     |

### 9eétape
La météo reste pluvieuse. Après une partie en ligne, un circuit comprenant deux côtes est parcouru six fois. Fátima Blázquez s'échappe et s'impose.	Diana Žiliūtė prend quelques bonifications et monte ainsi sur le podium final.
| \| Classement de l'étape \| Classement de l'étape \| Classement de l'étape \| Classement de l'étape \| Classement de l'étape \| \| Coureur \| Coureur \| Pays \| Équipe \| Temps \| \| --------------------- \| --------------------- \| --------------------- \| ------------------------------------ \| --------------------- \| \| 1re \| Fátima Blázquez \| Espagne \| Espagne \| 2 h 20 min 22 s \| \| 2e \| Olga Sljussarewa \| Russie \| Itera Team \| + 16 s \| \| 3e \| Diana Žiliūtė \| Lituanie \| Acca Due O-Pasta Zara-Lorena Camicie \| + 16 s \| \| 4e \| Zinaida Stahurskaia \| Biélorussie \| USC Chirio Forno d'Asolo \| + 16 s \| \| 5e \| Regina Schleicher \| Allemagne \| SC Michela Fanini Record Rox \| + 16 s \| \| 6e \| Irina Simonova \| Ukraine \| Raschiani-Alfa Lum R.S.M. \| + 16 s \| \| 7e \| Swetlana Bubnenkowa \| Russie \| Aliverti-Kookai-Immobilione Luca \| + 16 s \| \| 8e \| Iryna Chuzhynova \| Ukraine \| Edil Savino \| + 16 s \| \| 9e \| Edita Pučinskaitė \| Lituanie \| Figurella Dream Team \| + 16 s \| \| 10e \| Bertine Spijkerman \| Pays-Bas \| Power Plate-Bik \| + 16 s \| |                     |             |                                      |                 |
| |                     |             |                                      |                 |
| |                     |             |                                      |                 |
| Classement de l'étape |                     |             |                                      |                 |
| Coureur | Coureur             | Pays        | Équipe                               | Temps           |
| 1re | Fátima Blázquez     | Espagne     | Espagne                              | 2 h 20 min 22 s |
| 2e | Olga Sljussarewa    | Russie      | Itera Team                           | + 16 s          |
| 3e | Diana Žiliūtė       | Lituanie    | Acca Due O-Pasta Zara-Lorena Camicie | + 16 s          |
| 4e | Zinaida Stahurskaia | Biélorussie | USC Chirio Forno d'Asolo             | + 16 s          |
| 5e | Regina Schleicher   | Allemagne   | SC Michela Fanini Record Rox         | + 16 s          |
| 6e | Irina Simonova      | Ukraine     | Raschiani-Alfa Lum R.S.M.            | + 16 s          |
| 7e | Swetlana Bubnenkowa | Russie      | Aliverti-Kookai-Immobilione Luca     | + 16 s          |
| 8e | Iryna Chuzhynova    | Ukraine     | Edil Savino                          | + 16 s          |
| 9e | Edita Pučinskaitė   | Lituanie    | Figurella Dream Team                 | + 16 s          |
| 10e | Bertine Spijkerman  | Pays-Bas    | Power Plate-Bik                      | + 16 s          |

## Classement général final
| \| Classement général \| Classement général \| Classement général \| Classement général \| Classement général \| \| Coureur \| Coureur \| Pays \| Équipe \| Temps \| \| ------------------ \| --------------------- \| ------------------ \| ------------------------------------ \| ------------------ \| \| 1re \| Swetlana Bubnenkowa \| Russie \| Aliverti-Kookai-Immobilione Luca \| 23 h 00 min 00 s \| \| 2e \| Zinaida Stahurskaia \| Biélorussie \| USC Chirio Forno d'Asolo \| + 1 min 26 s \| \| 3e \| Diana Žiliūtė \| Lituanie \| Acca Due O-Pasta Zara-Lorena Camicie \| + 1 min 47 s \| \| 4e \| Edita Pučinskaitė \| Lituanie \| Figurella Dream Team \| + 1 min 49 s \| \| 5e \| Rasa Polikevičiūtė \| Lituanie \| Acca Due O-Pasta Zara-Lorena Camicie \| + 2 min 26 s \| \| 6e \| Jolanta Polikevičiūtė \| Lituanie \| Acca Due O-Pasta Zara-Lorena Camicie \| + 3 min 43 s \| \| 7e \| Zulfiya Zabirova \| Russie \| USC Chirio Forno d'Asolo \| + 3 min 48 s \| \| 8e \| Natalia Katchalka \| Ukraine \| Pragma-Deia-Colnago \| + 4 min 32 s \| \| 9e \| Rosalisa Lapomarda \| Italie \| Raschiani-Alfa Lum R.S.M. \| + 4 min 55 s \| \| 10e \| Julia Martisova \| Russie \| Itera Team \| + 4 min 56 s \| |                       |             |                                      |                  |
| |                       |             |                                      |                  |
| |                       |             |                                      |                  |
| Classement général |                       |             |                                      |                  |
| Coureur | Coureur               | Pays        | Équipe                               | Temps            |
| 1re | Swetlana Bubnenkowa   | Russie      | Aliverti-Kookai-Immobilione Luca     | 23 h 00 min 00 s |
| 2e | Zinaida Stahurskaia   | Biélorussie | USC Chirio Forno d'Asolo             | + 1 min 26 s     |
| 3e | Diana Žiliūtė         | Lituanie    | Acca Due O-Pasta Zara-Lorena Camicie | + 1 min 47 s     |
| 4e | Edita Pučinskaitė     | Lituanie    | Figurella Dream Team                 | + 1 min 49 s     |
| 5e | Rasa Polikevičiūtė    | Lituanie    | Acca Due O-Pasta Zara-Lorena Camicie | + 2 min 26 s     |
| 6e | Jolanta Polikevičiūtė | Lituanie    | Acca Due O-Pasta Zara-Lorena Camicie | + 3 min 43 s     |
| 7e | Zulfiya Zabirova      | Russie      | USC Chirio Forno d'Asolo             | + 3 min 48 s     |
| 8e | Natalia Katchalka     | Ukraine     | Pragma-Deia-Colnago                  | + 4 min 32 s     |
| 9e | Rosalisa Lapomarda    | Italie      | Raschiani-Alfa Lum R.S.M.            | + 4 min 55 s     |
| 10e | Julia Martisova       | Russie      | Itera Team                           | + 4 min 56 s     |

## Classements annexes
| Classement par points | Classement par points | Classement par points | Classement par points    | Classement par points |
| Coureur               | Coureur               | Pays                  | Équipe                   | Points                |
| --------------------- | --------------------- | --------------------- | ------------------------ | --------------------- |
| 1re                   | Zinaida Stahurskaia   | Biélorussie           | USC Chirio Forno d'Asolo |                       |

| Classement par points | Classement par points | Classement par points | Classement par points    | Classement par points |
| Coureur               | Coureur               | Pays                  | Équipe                   | Points                |
| --------------------- | --------------------- | --------------------- | ------------------------ | --------------------- |
| 1re                   | Zinaida Stahurskaia   | Biélorussie           | USC Chirio Forno d'Asolo |                       |

| Classement de la montagne | Classement de la montagne | Classement de la montagne | Classement de la montagne | Classement de la montagne |
| Coureur                   | Coureur                   | Pays                      | Équipe                    | Points                    |
| ------------------------- | ------------------------- | ------------------------- | ------------------------- | ------------------------- |
| 1re                       | Zinaida Stahurskaia       | Biélorussie               | USC Chirio Forno d'Asolo  |                           |

| Classement de la montagne | Classement de la montagne | Classement de la montagne | Classement de la montagne | Classement de la montagne |
| Coureur                   | Coureur                   | Pays                      | Équipe                    | Points                    |
| ------------------------- | ------------------------- | ------------------------- | ------------------------- | ------------------------- |
| 1re                       | Zinaida Stahurskaia       | Biélorussie               | USC Chirio Forno d'Asolo  |                           |

| Classement du meilleur jeune | Classement du meilleur jeune | Classement du meilleur jeune | Classement du meilleur jeune | Classement du meilleur jeune |
| Coureur                      | Coureur                      | Pays                         | Équipe                       | Temps                        |
| ---------------------------- | ---------------------------- | ---------------------------- | ---------------------------- | ---------------------------- |
| 1re                          | Sara Carrigan                | Australie                    | Australie                    |                              |

| Classement du meilleur jeune | Classement du meilleur jeune | Classement du meilleur jeune | Classement du meilleur jeune | Classement du meilleur jeune |
| Coureur                      | Coureur                      | Pays                         | Équipe                       | Temps                        |
| ---------------------------- | ---------------------------- | ---------------------------- | ---------------------------- | ---------------------------- |
| 1re                          | Sara Carrigan                | Australie                    | Australie                    |                              |

## Évolution des classements
| Étape              |                             | Vainqueur _           | Classement général    | Classement par points | Meilleur grimpeur   | Meilleur jeune |
| ------------------ | --------------------------- | --------------------- | --------------------- | --------------------- | ------------------- | -------------- |
| Prologue           | prologue                    | Chantal Beltman       | Chantal Beltman       | non attribué          | non attribué        | non attribué   |
| 1re étape          | étape de moyenne montagne   | Jolanta Polikevičiūtė | Jolanta Polikevičiūtė | non attribué          | non attribué        | non attribué   |
| 2e étape           | étape vallonnée             | Zinaida Stahurskaia   | Jolanta Polikevičiūtė | non attribué          | non attribué        | non attribué   |
| 3e étape           | étape de plaine             | Swetlana Bubnenkowa   | Swetlana Bubnenkowa   | non attribué          | non attribué        | non attribué   |
| 4e étape           | étape de plaine             | Bertine Spijkerman    | Swetlana Bubnenkowa   | non attribué          | non attribué        | non attribué   |
| 5e étape           | étape vallonnée             | Regina Schleicher     | Swetlana Bubnenkowa   | non attribué          | non attribué        | non attribué   |
| 6e étape           | contre-la-montre individuel | Swetlana Bubnenkowa   | Swetlana Bubnenkowa   | non attribué          | non attribué        | non attribué   |
| 7e étape           | étape vallonnée             | Olga Sljussarewa      | Swetlana Bubnenkowa   | non attribué          | non attribué        | non attribué   |
| 8e étape           | étape de moyenne montagne   | Zinaida Stahurskaia   | Swetlana Bubnenkowa   | non attribué          | non attribué        | non attribué   |
| 9e étape           | étape vallonnée             | Fátima Blázquez       | Swetlana Bubnenkowa   | Zinaida Stahurskaia   | Zinaida Stahurskaia | Sara Carrigan  |
| Classements finals | Classements finals          |                       | Swetlana Bubnenkowa   | Zinaida Stahurskaia   | Zinaida Stahurskaia | Sara Carrigan  |

## Liste des participantes
| Team 2002 ___ | Team 2002 ___              | Team 2002 ___ |
| ------------- | -------------------------- | ------------- |
| Num           | Coureur                    | Pos           |
| 1             | Rosalisa Lapomarda (ITA)   | 9e            |
| 2             | Ilenia Lazzaro (ITA)       | AB            |
| 3             | Alessandra D'Ettorre (ITA) | 48e           |
| 4             | Sari Saarelainen (FIN)     | AB            |
| 5             | Elena Shalaeva (RUS)       | 60e           |
| 6             | Luisa Tamanini (ITA)       | AB            |

| Australie AUS | Australie AUS           | Australie AUS |
| ------------- | ----------------------- | ------------- |
| Num           | Coureur                 | Pos           |
| 7             | Anna Millward           | AB            |
| 8             | Sara Carrigan           | 14e           |
| 9             | Rochelle Gilmore        | AB            |
| 10            | Olivia Gollan           | 30e           |
| 11            | Emma James              | 42e           |
| 12            | Hayley Brown-Rutherford | AB            |
| 13            | Elizabeth Tadich        | AB            |
| 14            | Naomi Williams          | AB            |

| Acca Due O-Pasta Zara-Lorena Camicie ADO | Acca Due O-Pasta Zara-Lorena Camicie ADO | Acca Due O-Pasta Zara-Lorena Camicie ADO |
| ---------------------------------------- | ---------------------------------------- | ---------------------------------------- |
| Num                                      | Coureur                                  | Pos                                      |
| 15                                       | Nicole Brändli (SUI)                     | AB                                       |
| 16                                       | Katia Longhin (ITA)                      | 21e                                      |
| 17                                       | Ghita Beltman (NED)                      | 28e                                      |
| 17                                       | Chantal Beltman (NED)                    | 13e                                      |
| 19                                       | Noemi Cantele (ITA)                      | AB                                       |
| 20                                       | Jolanta Polikevičiūtė (LTU)              | 6e                                       |
| 21                                       | Rasa Polikevičiūtė (LTU)                 | 5e                                       |
| 22                                       | Diana Žiliūtė (LTU)                      | 3e                                       |

| Team Fanini-La Torre System Data ___ | Team Fanini-La Torre System Data ___ | Team Fanini-La Torre System Data ___ |
| ------------------------------------ | ------------------------------------ | ------------------------------------ |
| Num                                  | Coureur                              | Pos                                  |
| 23                                   | Alessandra Breda (ITA)               | AB                                   |
| 24                                   | Emanuela Brigati (ITA)               | AB                                   |
| 25                                   | Cinzia Rossi (ITA)                   | AB                                   |
| 26                                   | Marion Gufler (ITA)                  | 51e                                  |
| 28                                   | Julie Hutsebaut (CAN)                | AB                                   |

| Power Plate-Bik POW | Power Plate-Bik POW      | Power Plate-Bik POW |
| ------------------- | ------------------------ | ------------------- |
| Num                 | Coureur                  | Pos                 |
| 32                  | Bertine Spijkerman (NED) | 64e                 |
| 33                  | Corine Hierckens (BEL)   | 35e                 |
| 34                  | Alexandra Nöhles (GER)   | 45e                 |
| 35                  | Sharon van Essen (NED)   | 39e                 |
| 36                  | Kettj Manfrin (ITA)      | 63e                 |

| USC Chirio Forno d'Asolo USC | USC Chirio Forno d'Asolo USC | USC Chirio Forno d'Asolo USC |
| ---------------------------- | ---------------------------- | ---------------------------- |
| Num                          | Coureur                      | Pos                          |
| 39                           | Lucille Hunkeler (SUI)       | AB                           |
| 40                           | Helga Faccin (ITA)           | 23e                          |
| 41                           | Zinaida Stahurskaia (BLR)    | 2e                           |
| 42                           | Zulfiya Zabirova (RUS)       | 7e                           |
| 43                           | Sarah Konrad (USA)           | 36e                          |
| 44                           | Penny Edwards (GBR)          | 22e                          |
| 45                           | Rosalind Reekie-May (NZL)    | 19e                          |
| 46                           | Valeria Romina Pintos (ARG)  | 38e                          |

| Itera Team ITR | Itera Team ITR          | Itera Team ITR |
| -------------- | ----------------------- | -------------- |
| Num            | Coureur                 | Pos            |
| 47             | Barbara Cazzaniga (ITA) | 40e            |
| 48             | Barbara Lancioni (ITA)  | 41e            |
| 49             | Vera Carrara (ITA)      | AB             |
| 50             | Silvia Valsecchi (ITA)  | 58e            |
| 51             | Olga Sljussarewa (RUS)  | 16e            |
| 52             | Olga Zabelinskaïa (RUS) | AB             |
| 53             | Lidia Arcangeli (ITA)   | AB             |
| 54             | Julia Martisova (RUS)   | 10e            |

| Aliverti-Kookai-Immobilione Luca ALI | Aliverti-Kookai-Immobilione Luca ALI | Aliverti-Kookai-Immobilione Luca ALI |
| ------------------------------------ | ------------------------------------ | ------------------------------------ |
| Num                                  | Coureur                              | Pos                                  |
| 64                                   | Giovanna Troldi (ITA)                | AB                                   |
| 65                                   | Lavinia Tofanelli (ITA)              | 69e                                  |
| 66                                   | Francesca Castrucci (ITA)            | 44e                                  |
| 67                                   | Marta Vilajosana (ESP)               | 17e                                  |
| 68                                   | Anna Ramírez Bauxell (ESP)           | 54e                                  |
| 69                                   | Eleftheria Ellinikaki (GRE)          | 67e                                  |
| 70                                   | Swetlana Bubnenkowa (RUS)            | 1re                                  |

| Figurella Dream Team FIG | Figurella Dream Team FIG  | Figurella Dream Team FIG |
| ------------------------ | ------------------------- | ------------------------ |
| Num                      | Coureur                   | Pos                      |
| 71                       | Roberta Bonanomi (ITA)    | 25e                      |
| 72                       | Silvia Parietti (ITA)     | 12e                      |
| 73                       | Greta Zocca (ITA)         | AB-5                     |
| 74                       | Vera Hohlfeld (GER)       | AB                       |
| 75                       | Edita Pučinskaitė (LTU)   | 4e                       |
| 76                       | Edita Kubelskienė (LTU)   | 29e                      |
| 77                       | Vilija Purlite (LTU)      | 65e                      |
| 78                       | Rhonda Quick (USA)        | 11e                      |
| 79                       | Letizia Giardinelli (ITA) | 27e                      |

| SC Michela Fanini Record Rox MIC | SC Michela Fanini Record Rox MIC | SC Michela Fanini Record Rox MIC |
| -------------------------------- | -------------------------------- | -------------------------------- |
| Num                              | Coureur                          | Pos                              |
| 80                               | Claudia Marietta (ITA)           | 62e                              |
| 81                               | Lisbeth Simper (DEN)             | AB                               |
| 82                               | Regina Schleicher (GER)          | 15e                              |
| 83                               | Katie Mactier (AUS)              | 24e                              |
| 84                               | Åsa Hagberg (SWE)                | 56e                              |
| 85                               | Lynn Gaggioli (USA)              | AB                               |
| 86                               | Elena Marcelli (ITA)             | AB                               |

| Raschiani-Alfa Lum R.S.M. AUR | Raschiani-Alfa Lum R.S.M. AUR | Raschiani-Alfa Lum R.S.M. AUR |
| ----------------------------- | ----------------------------- | ----------------------------- |
| Num                           | Coureur                       | Pos                           |
| 87                            | Martina Corazza (ITA)         | AB                            |
| 88                            | Lisa Gatto (ITA)              | AB                            |
| 89                            | Anna Gusmini (ITA)            | AB                            |
| 90                            | Iryna Chuzhynova (UKR)        | 20e                           |
| 91                            | Volha Hayeva (BLR)            | 33e                           |
| 92                            | Rasa Mažeikytė (LTU)          | 53e                           |
| 93                            | Irina Simonova (UKR)          | 31e                           |
| 94                            | Marina Khodchenkova (RUS)     | 34e                           |

| Espagne ESP | Espagne ESP     | Espagne ESP |
| ----------- | --------------- | ----------- |
| Num         | Coureur         | Pos         |
| 96          | Rosa Bravo      | 18e         |
| 96          | Maria Cagigas   | 37e         |
| 97          | Leticia Gil     | 46e         |
| 98          | Maya Escolar    | 47e         |
| 99          | Fátima Blázquez | 52e         |
| 100         | Ruth Martínez   | 59e         |

| Pragma-Deia-Colnago ___ | Pragma-Deia-Colnago ___   | Pragma-Deia-Colnago ___ |
| ----------------------- | ------------------------- | ----------------------- |
| Num                     | Coureur                   | Pos                     |
| 103                     | Arantzazu Azpiroz (ESP)   | 50e                     |
| 104                     | Natalia Katchalka (UKR)   | 8e                      |
| 106                     | Ita Kryjanovskaia (RUS)   | 49e                     |
| 108                     | Fany Lecourtois (FRA)     | AB                      |
| 109                     | María Isabel Moreno (ESP) | 26e                     |
| 110                     | Tatiana Stiajkina (UKR)   | AB                      |

| Chine CHN | Chine CHN     | Chine CHN |
| --------- | ------------- | --------- |
| Num       | Coureur       | Pos       |
| 111       | Yu Hong       | AB        |
| 112       | Yanxia Jiang  | 57e       |
| 113       | Zheng Puxiang | AB        |
| 114       | Limei Yang    | AB        |
| 115       | Li Meifang    | 32e       |
| 116       | Wang Weiping  | AB        |

| U.C. Monne ___ | U.C. Monne ___              | U.C. Monne ___ |
| -------------- | --------------------------- | -------------- |
| Num            | Coureur                     | Pos            |
| 117            | Valentina Battisti (ITA)    | 71e            |
| 118            | Palmira Onnembo (ITA)       | 68e            |
| 119            | Elisabetti Sebastiani (ITA) | 70e            |
| 120            | Patrizia Tropiano (ITA)     | 66e            |
| 121            | Shani Bloch (ISR)           | 43e            |
| 122            | Cristina Cortinovis (ITA)   | AB             |
| 123            | Sabrina Bonoso (ITA)        | 61e            |
| 124            | Elena Gogoleva (RUS)        | AB             |

| Team 2002 ___ | Team 2002 ___              | Team 2002 ___ |
| ------------- | -------------------------- | ------------- |
| Num           | Coureur                    | Pos           |
| 1             | Rosalisa Lapomarda (ITA)   | 9e            |
| 2             | Ilenia Lazzaro (ITA)       | AB            |
| 3             | Alessandra D'Ettorre (ITA) | 48e           |
| 4             | Sari Saarelainen (FIN)     | AB            |
| 5             | Elena Shalaeva (RUS)       | 60e           |
| 6             | Luisa Tamanini (ITA)       | AB            |

| Australie AUS | Australie AUS           | Australie AUS |
| ------------- | ----------------------- | ------------- |
| Num           | Coureur                 | Pos           |
| 7             | Anna Millward           | AB            |
| 8             | Sara Carrigan           | 14e           |
| 9             | Rochelle Gilmore        | AB            |
| 10            | Olivia Gollan           | 30e           |
| 11            | Emma James              | 42e           |
| 12            | Hayley Brown-Rutherford | AB            |
| 13            | Elizabeth Tadich        | AB            |
| 14            | Naomi Williams          | AB            |

| Acca Due O-Pasta Zara-Lorena Camicie ADO | Acca Due O-Pasta Zara-Lorena Camicie ADO | Acca Due O-Pasta Zara-Lorena Camicie ADO |
| ---------------------------------------- | ---------------------------------------- | ---------------------------------------- |
| Num                                      | Coureur                                  | Pos                                      |
| 15                                       | Nicole Brändli (SUI)                     | AB                                       |
| 16                                       | Katia Longhin (ITA)                      | 21e                                      |
| 17                                       | Ghita Beltman (NED)                      | 28e                                      |
| 17                                       | Chantal Beltman (NED)                    | 13e                                      |
| 19                                       | Noemi Cantele (ITA)                      | AB                                       |
| 20                                       | Jolanta Polikevičiūtė (LTU)              | 6e                                       |
| 21                                       | Rasa Polikevičiūtė (LTU)                 | 5e                                       |
| 22                                       | Diana Žiliūtė (LTU)                      | 3e                                       |

| Team Fanini-La Torre System Data ___ | Team Fanini-La Torre System Data ___ | Team Fanini-La Torre System Data ___ |
| ------------------------------------ | ------------------------------------ | ------------------------------------ |
| Num                                  | Coureur                              | Pos                                  |
| 23                                   | Alessandra Breda (ITA)               | AB                                   |
| 24                                   | Emanuela Brigati (ITA)               | AB                                   |
| 25                                   | Cinzia Rossi (ITA)                   | AB                                   |
| 26                                   | Marion Gufler (ITA)                  | 51e                                  |
| 28                                   | Julie Hutsebaut (CAN)                | AB                                   |

| Power Plate-Bik POW | Power Plate-Bik POW      | Power Plate-Bik POW |
| ------------------- | ------------------------ | ------------------- |
| Num                 | Coureur                  | Pos                 |
| 32                  | Bertine Spijkerman (NED) | 64e                 |
| 33                  | Corine Hierckens (BEL)   | 35e                 |
| 34                  | Alexandra Nöhles (GER)   | 45e                 |
| 35                  | Sharon van Essen (NED)   | 39e                 |
| 36                  | Kettj Manfrin (ITA)      | 63e                 |

| USC Chirio Forno d'Asolo USC | USC Chirio Forno d'Asolo USC | USC Chirio Forno d'Asolo USC |
| ---------------------------- | ---------------------------- | ---------------------------- |
| Num                          | Coureur                      | Pos                          |
| 39                           | Lucille Hunkeler (SUI)       | AB                           |
| 40                           | Helga Faccin (ITA)           | 23e                          |
| 41                           | Zinaida Stahurskaia (BLR)    | 2e                           |
| 42                           | Zulfiya Zabirova (RUS)       | 7e                           |
| 43                           | Sarah Konrad (USA)           | 36e                          |
| 44                           | Penny Edwards (GBR)          | 22e                          |
| 45                           | Rosalind Reekie-May (NZL)    | 19e                          |
| 46                           | Valeria Romina Pintos (ARG)  | 38e                          |

| Itera Team ITR | Itera Team ITR          | Itera Team ITR |
| -------------- | ----------------------- | -------------- |
| Num            | Coureur                 | Pos            |
| 47             | Barbara Cazzaniga (ITA) | 40e            |
| 48             | Barbara Lancioni (ITA)  | 41e            |
| 49             | Vera Carrara (ITA)      | AB             |
| 50             | Silvia Valsecchi (ITA)  | 58e            |
| 51             | Olga Sljussarewa (RUS)  | 16e            |
| 52             | Olga Zabelinskaïa (RUS) | AB             |
| 53             | Lidia Arcangeli (ITA)   | AB             |
| 54             | Julia Martisova (RUS)   | 10e            |

| Aliverti-Kookai-Immobilione Luca ALI | Aliverti-Kookai-Immobilione Luca ALI | Aliverti-Kookai-Immobilione Luca ALI |
| ------------------------------------ | ------------------------------------ | ------------------------------------ |
| Num                                  | Coureur                              | Pos                                  |
| 64                                   | Giovanna Troldi (ITA)                | AB                                   |
| 65                                   | Lavinia Tofanelli (ITA)              | 69e                                  |
| 66                                   | Francesca Castrucci (ITA)            | 44e                                  |
| 67                                   | Marta Vilajosana (ESP)               | 17e                                  |
| 68                                   | Anna Ramírez Bauxell (ESP)           | 54e                                  |
| 69                                   | Eleftheria Ellinikaki (GRE)          | 67e                                  |
| 70                                   | Swetlana Bubnenkowa (RUS)            | 1re                                  |

| Figurella Dream Team FIG | Figurella Dream Team FIG  | Figurella Dream Team FIG |
| ------------------------ | ------------------------- | ------------------------ |
| Num                      | Coureur                   | Pos                      |
| 71                       | Roberta Bonanomi (ITA)    | 25e                      |
| 72                       | Silvia Parietti (ITA)     | 12e                      |
| 73                       | Greta Zocca (ITA)         | AB-5                     |
| 74                       | Vera Hohlfeld (GER)       | AB                       |
| 75                       | Edita Pučinskaitė (LTU)   | 4e                       |
| 76                       | Edita Kubelskienė (LTU)   | 29e                      |
| 77                       | Vilija Purlite (LTU)      | 65e                      |
| 78                       | Rhonda Quick (USA)        | 11e                      |
| 79                       | Letizia Giardinelli (ITA) | 27e                      |

| SC Michela Fanini Record Rox MIC | SC Michela Fanini Record Rox MIC | SC Michela Fanini Record Rox MIC |
| -------------------------------- | -------------------------------- | -------------------------------- |
| Num                              | Coureur                          | Pos                              |
| 80                               | Claudia Marietta (ITA)           | 62e                              |
| 81                               | Lisbeth Simper (DEN)             | AB                               |
| 82                               | Regina Schleicher (GER)          | 15e                              |
| 83                               | Katie Mactier (AUS)              | 24e                              |
| 84                               | Åsa Hagberg (SWE)                | 56e                              |
| 85                               | Lynn Gaggioli (USA)              | AB                               |
| 86                               | Elena Marcelli (ITA)             | AB                               |

| Raschiani-Alfa Lum R.S.M. AUR | Raschiani-Alfa Lum R.S.M. AUR | Raschiani-Alfa Lum R.S.M. AUR |
| ----------------------------- | ----------------------------- | ----------------------------- |
| Num                           | Coureur                       | Pos                           |
| 87                            | Martina Corazza (ITA)         | AB                            |
| 88                            | Lisa Gatto (ITA)              | AB                            |
| 89                            | Anna Gusmini (ITA)            | AB                            |
| 90                            | Iryna Chuzhynova (UKR)        | 20e                           |
| 91                            | Volha Hayeva (BLR)            | 33e                           |
| 92                            | Rasa Mažeikytė (LTU)          | 53e                           |
| 93                            | Irina Simonova (UKR)          | 31e                           |
| 94                            | Marina Khodchenkova (RUS)     | 34e                           |

| Espagne ESP | Espagne ESP     | Espagne ESP |
| ----------- | --------------- | ----------- |
| Num         | Coureur         | Pos         |
| 96          | Rosa Bravo      | 18e         |
| 96          | Maria Cagigas   | 37e         |
| 97          | Leticia Gil     | 46e         |
| 98          | Maya Escolar    | 47e         |
| 99          | Fátima Blázquez | 52e         |
| 100         | Ruth Martínez   | 59e         |

| Pragma-Deia-Colnago ___ | Pragma-Deia-Colnago ___   | Pragma-Deia-Colnago ___ |
| ----------------------- | ------------------------- | ----------------------- |
| Num                     | Coureur                   | Pos                     |
| 103                     | Arantzazu Azpiroz (ESP)   | 50e                     |
| 104                     | Natalia Katchalka (UKR)   | 8e                      |
| 106                     | Ita Kryjanovskaia (RUS)   | 49e                     |
| 108                     | Fany Lecourtois (FRA)     | AB                      |
| 109                     | María Isabel Moreno (ESP) | 26e                     |
| 110                     | Tatiana Stiajkina (UKR)   | AB                      |

| Chine CHN | Chine CHN     | Chine CHN |
| --------- | ------------- | --------- |
| Num       | Coureur       | Pos       |
| 111       | Yu Hong       | AB        |
| 112       | Yanxia Jiang  | 57e       |
| 113       | Zheng Puxiang | AB        |
| 114       | Limei Yang    | AB        |
| 115       | Li Meifang    | 32e       |
| 116       | Wang Weiping  | AB        |

| U.C. Monne ___ | U.C. Monne ___              | U.C. Monne ___ |
| -------------- | --------------------------- | -------------- |
| Num            | Coureur                     | Pos            |
| 117            | Valentina Battisti (ITA)    | 71e            |
| 118            | Palmira Onnembo (ITA)       | 68e            |
| 119            | Elisabetti Sebastiani (ITA) | 70e            |
| 120            | Patrizia Tropiano (ITA)     | 66e            |
| 121            | Shani Bloch (ISR)           | 43e            |
| 122            | Cristina Cortinovis (ITA)   | AB             |
| 123            | Sabrina Bonoso (ITA)        | 61e            |
| 124            | Elena Gogoleva (RUS)        | AB             |

Source,. Le dossard de Ghita Beltman est inconnu.

### Autre
- (it) Site officiel
- (it) « La russa Svetlana Boubnenkova vince il 13° Giro d'Italia Femminile », sur storico bikenews (consulté le 7 janvier 2024)